# Turner e il casinaro - La serie
Turner e il Casinaro - La serie (Turner & Hooch) è una serie televisiva statunitense del 2021. È un sequel del film del 1989 Turner e il casinaro. La serie è creata, scritta e prodotta da Matt Nix. È prodotta da 20th Television, con Josh Peck, Lyndsy Fonseca e Carra Patterson. La serie è stata resa disponibile in Italia in contemporanea con gli Stati Uniti su Disney+. È stata cancellata dopo una sola stagione.

## Trama
Il giovane Marshall Scott Turner eredita un cane ribelle di nome Hooch, che potrebbe diventare il partner di cui ha bisogno. Insieme al cane e al resto della famiglia Turner, scopre che la morte di suo padre potrebbe non essere stata accidentale.

## Cast
- Josh Peck interpreta Scott Turner II: Un US Marshall abbottonato e ambizioso. Figlio del compianto detective Scott Turner, da cui eredita un cane ribelle. Inizialmente il suo primo pensiero è di affidarlo ad altri ma dopo che lo aiuta a risolvere il suo primo caso i due iniziano ad andare d'accordo.
- Lyndsy Fonseca interpreta Laura Turner: È la sorella di Scott e amante dei cani, porta "Hooch" al fratello. Lavora come assistente veterinario nella clinica di sua madre e cerca di  destreggiarsi tra suo figlio, il lavoro e l'esame per diventare veterinario. È lei a scoprire che suo padre forse stava indagando su qualcosa prima di morire.
- Carra Patterson interpreta Jessica Baxter: È la partner di Scott, la cui personalità è in netto contrasto con i suoi modi, il suo senso dell'umorismo spesso la mette nei guai. All'inizio della serie è incinta e verso la fine della serie partorirà una  bambina.
- Vanessa Lengies interpreta Erica Mouniere: È un'amante dei cani e addestratrice presso la struttura "US Marshall K-9". Ha una cotta per Scott e accetta di addestrare Hooch.
- Anthony Ruivivar interpreta James Mendez: È il capo di Scott, che rispetta Scott ma inizialmente è a disagio con Hooch poiché ha l'abitudine di sbavare sui suoi pantaloni.
- Brandon Jay McLaren interpreta Xavier Wilson: È un marine diventato US Marshall, che sviluppa un debole per Hooch nonostante sia un amante dei gatti. Uno dei membri più esperti dell'ufficio, è descritto come "figo, enigmatico e un po' bizzarro" e tende a fare sempre dei commenti metaforici legati al surf.
- Jeremy Maguire interpreta Matthew Garland: È un amante dei cani e nipote di Scott, che diventa elettrizzato quando Scott eredita Hooch.
- Sheila Kelley interpreta Dr. Emily Turner: la madre di Scott e Laura. In precedenza è stata interpretata da Mare Winningham nel film originale e da Wendee Pratt nel pilot del 1990.
- Reginald VelJohnson interpreta David Sutton: un ex detective della polizia partner del defunto Scott Turner Sr. e ora sindaco di Cypress Beach. VelJohnson è l'unico attore del film originale ad apparire nella serie.
- Matt Hamilton interpreta Trent Havelock: Vice Marshall e senior di Scott che non ama molto i cani. Si prende tutta la fama, tutta la gloria e i meriti di tutti i grandi casi che Scott risolve facendo intendere che sono stati organizzati da lui.
- Becca Tobin interpreta Brooke Mailer: l'ex-ragazza di Scott, è un pubblico ministero che viene da una ricca famiglia di potenti avvocati.
- Paul Campbell interpreta Grady Garland: ex-marito di Laura e padre di Matthew. È un poliziotto di provincia ben intenzionato che ha raggiunto il culmine al liceo e a questo punto probabilmente ha più cose in comune con il suo bambino di 8 anni che con la sua ex.
- Cristina Rosato interpreta Olivia: la fidanzata di Xavier, è un poliziotto di Oakland del Midwest. È affettuosa, seria ed entusiasta, apparentemente l'esatto opposto del suo enigmatico futuro marito.

## Lista episodi
| n° | Titolo originale       | Titolo italiano          | Prima TV USA      | Prima TV Italia   |
| -- | ---------------------- | ------------------------ | ----------------- | ----------------- |
| 1  | Forever and a Dog      | Un cane per sempre       | 21 luglio 2021    | 21 luglio 2021    |
| 2  | A Good Day to Dog Hard | I baci di Hooch          | 28 luglio 2021    | 28 luglio 2021    |
| 3  | Diamonds are Furever   | La ladra di gioielli     | 4 agosto 2021     | 4 agosto 2021     |
| 4  | In the Line of Fur     | La punizione del giudice | 11 agosto 2021    | 11 agosto 2021    |
| 5  | Road to Smell Dorado   | Hooch e la puzzola       | 18 agosto 2021    | 18 agosto 2021    |
| 6  | The Fur-gitive         | Il fuggitivo             | 25 agosto 2021    | 25 agosto 2021    |
| 7  | To Serve and Pawtect   | Servire e proteggere     | 1º settembre 2021 | 1º settembre 2021 |
| 8  | Arf Appreciation       | Apprezzamento canino     | 8 settembre 2021  | 8 settembre 2021  |
| 9  | Witness Pup-tection    | Un testimone particolare | 15 settembre 2021 | 15 settembre 2021 |
| 10 | Lost And Hound         | Perso e ri-fiutato       | 22 settembre 2021 | 22 settembre 2021 |
| 11 | Hooch Machina          | Hooch la macchina        | 29 settembre 2021 | 29 settembre 2021 |
| 12 | Bite Club              | La resa dei conti        | 6 ottobre 2021    | 6 ottobre 2021    |

## Produzione

### Sviluppo
Nel 1990, l'allora conosciuta come Touchstone Television sviluppò un episodio pilota di una serie TV basata sul film Turner e il casinaro, con Thomas F. Wilson che interpretava Scott Turner e "Beasley the Dog" riprese il suo ruolo di Hooch. Il pilot non ha avuto il via libera per una serie e alla fine è stato trasmesso come parte di The Wonderful World of Disney nel luglio 1990.
Il reboot della serie TV sviluppato da Matt Nix è stato annunciato a febbraio del 2020 per Disney+ e la serie ha ricevuto un ordine per una prima stagione composta da 12 episodi; Josh Peck è stato scelto come Scott Turner Jr. Nello stesso mese, Lyndsy Fonseca e Carra Patterson sono entrate a fare parte del cast, mentre Josh Levy è diventato co-produttore esecutivo della serie. Il 6 marzo dello stesso anno, Vanessa Lengies è entrata a far parte del cast.
Nel gennaio del 2021, viene annunciato che McG avrebbe diretto il pilot e che sarebbe stato anche produttore esecutivo.

### Riprese
La produzione della serie è iniziata il 27 aprile 2020 a Vancouver.
Le riprese sono iniziate il 22 settembre del 2020. Lo stesso giorno, Anthony Ruivivar, Brandon Jay McLaren e Jeremy Maguire si sono uniti al cast per dei ruoli principali, mentre Becca Tobin si è unito per interpretare un personaggio ricorrente. Le riprese si sono concluse  il 19 aprile del 2021.

## Distribuzione
Il debutto di Turner e il casinaro - La serie era stato annunciato su Disney+ per il 16 luglio 2021. Tuttavia dopo il successo di Loki, Disney ha deciso di anticipare l'uscita della maggior parte delle nuove serie a mercoledì, e quindi l'inizio di Turner e il casinaro - La serie è stato spostato al 21 luglio 2021, e la conclusione è avvenuta il 6 ottobre 2021.